# Osveta Seminola
Osveta Seminola je 693. redovna epizoda Zagora objavljena u Srbiji u svesci #225. u izdanju Veselog četvrtka. Na kioscima u Srbiji se pojavila 8. maja 2025. god. Koštala je 450 din (3,84 €; 4,1 $). Imala je 94 strane. Ovo je 1. deo epizode, koja se nastavlja u #226-228.

## Originalna epizoda
Originalna sveska pod nazivom Vendetta Seminole objavljena je premijerno u #693. regularne edicije Zagora u izdanju Bonelija u Italiji 1.4.2023. Epizodu su nacrtali Domeniko i Stefano di Vito, a scenario je napisao Jakopo Rauk. Naslovnu stranu je nacrtao Alesandro Pičineli. Cena sveske na evropskom tržištu iznosila je 5,8 €.

## Sadržaj
Britanija je malo ostrvo u Bahamskom arhipelagu. Britanska vojska napada jedno utvrđenje i tom prilikom ubija poglavicu Manetolu, vođu Seminola. Scena je flešbek završetka epziode Sloboda ili smrt (Zlatna serija 196). Južna Džordžija, na granici sa Floridom. Grupa Seminola upada na jedno kaubojsko imanje i oslobađa grupu afroameričkih robova. Svi kauboji belci bivaju ubijeni, a zatim dolazi do vlasnika plantaže. Njega poglavica lično suočava sa prošlošću i obznanjuje mu da će umreti u najgorim mukama, jer je on bio taj koji je komandovao vojnicima kada je poginuo Manetola. U tom trenutku poglavica otkriva svoj identitet — on je Čaka, Manetolin sin.
Okrug Fulton, Džordžija, neko vreme kasnije. Zagor putuje u Ogastu, gde susreće svog starog prijatelja Satka, koji radi kao advokat. Zagor i Čiko nailaze upravo u času kada ogorčeni građani pokušavaju da linčuju Satka i da upadnu u kancelariju u kojoj on boravi. Meštani, predvođeni nasilnikom po imenu Rejnolds, uspevaju da uhvate Satka, ali ga Zagor oslobađa u poslednjem trenutku. Zagor tada obaveštava Satka da je čuo za događaje povezane sa plemenom Seminola. Satko mu otkriva da je Manetola imao sina po imenu Čaka, koji je sada predvodnik grupe koja teroriše okolinu. Zagor, Čiko i Satko kreću ka močvarnom području oko jezera Okifenoki, koje se prostire na više od hiljadu kvadratnih milja duž granice sa Floridom. Vojska, kako saznaju, već nedeljama pokušava da pronađe Čaku i njegove sledbenike. Nakon što uspeju da izbegnu još jedan napad Rejnoldsa i njegove bande, trojica prijatelja stižu u Vejkros, prethodno napustivši grad po imenu Agasta. Tamo sreću jednog vojnog oficira koji im potvrđuje da u močvarama Okifenokija traju intenzivne operacije vojske s ciljem da se zarobi banda Čirokija. U tom trenutku, u grad pristižu vojnici sa jednim mladim zarobljenim Seminolom. Zagor tada smišlja plan da ga oslobode, kako bi ih potom ubedili da ih povede do Čake.

## Povezane epizode
Epizode LMS Pukovnikova podvala (#10), Zlatne serije Sloboda ili smrt (#284), Do poslednjeg daha (#285), Odabrane priče #69-70 i 73.

## Prethodna i naredna epizoda
Prethodna sveska Zagora u okviru redovne edicije nosila je naslov Banda ubica (#224), a naredna Legenda o Manetoli (#226).

## Fusnote
1. ↑  https://veselicetvrtak.com/izdanja/zagor/zagor-redovna-serija/zagor-222-crna-legija/
2. ↑  Spisak epizoda regularne edicije Zagora objavljenih u Veselom četvrtku mogu se pogledati ovde. Spisak svih edicija Zagora u Srbiji i bivšoj Jugoslaviji nalazi se ovde.
3. ↑   https://en.sergiobonelli.it/zagor/2023/03/03/comics/vendetta-seminole-mini-copertina-zagor-84-1022816/ (Pristup 19.6.2025)